# Woodburn (Oregón)
Woodburn es una ciudad ubicada en el condado de Marion en el estado estadounidense de Oregón. En el año 2008 tenía una población de 23,355 habitantes y una densidad poblacional de 1,492.4 personas por km².

## Geografía
Woodburn se encuentra ubicada en las coordenadas 45°8′50″N 122°51′30″O / 45.14722, -122.85833.

## Demografía
Según la Oficina del Censo en 2000 los ingresos medios por hogar en la localidad eran de $33,722 y los ingresos medios por familia eran $36,730. Los hombres tenían unos ingresos medios de $21,702 frente a los $22,606 para las mujeres. La renta per cápita para la localidad era de $12,954. Alrededor del 17.3% de la población estaban por debajo del umbral de pobreza.